# عقد 1000 هـ
عقد 1000 هـ هو الفترة بين عام 1000 إلى 1009 في التقويم الهجري، أي العشر سنوات الأولى من القرن الحادي عشر الهجري.